# Jorma Kaimio
Jorma Juhani Kaimio, född 13 juli 1946 i Helsingfors, är en finländsk förläggare och klassisk filolog.
Kaimio är son till regeringsrådet Arvid Harry Rudolf Kaimio och ekonomen Ethel Ursula Breitholtz. Han promoverades till filosofie doktor 1972. Samma år blev han docent i klassisk filologi, särskilt etruskologi, vid Helsingfors universitet och docent i romersk litteratur vid Åbo universitet. Han var 1980–1990 direktör för Akademiska bokhandeln och 1991–2000 litterär chef samt vice vd vid WSOY; vd 2000–2006.
Kaimio har som forskare studerat bl.a. latinets undanträngande av etruskiskan och romarnas attityder till grekiska språket. Bland hans arbeten märks The Ousting of Etruscan by Latin in Etruria (1972) och The Romans and the Greek language (1979).
Han är gift med grecisten Maarit Kaimio.